# Cinema do Iémen

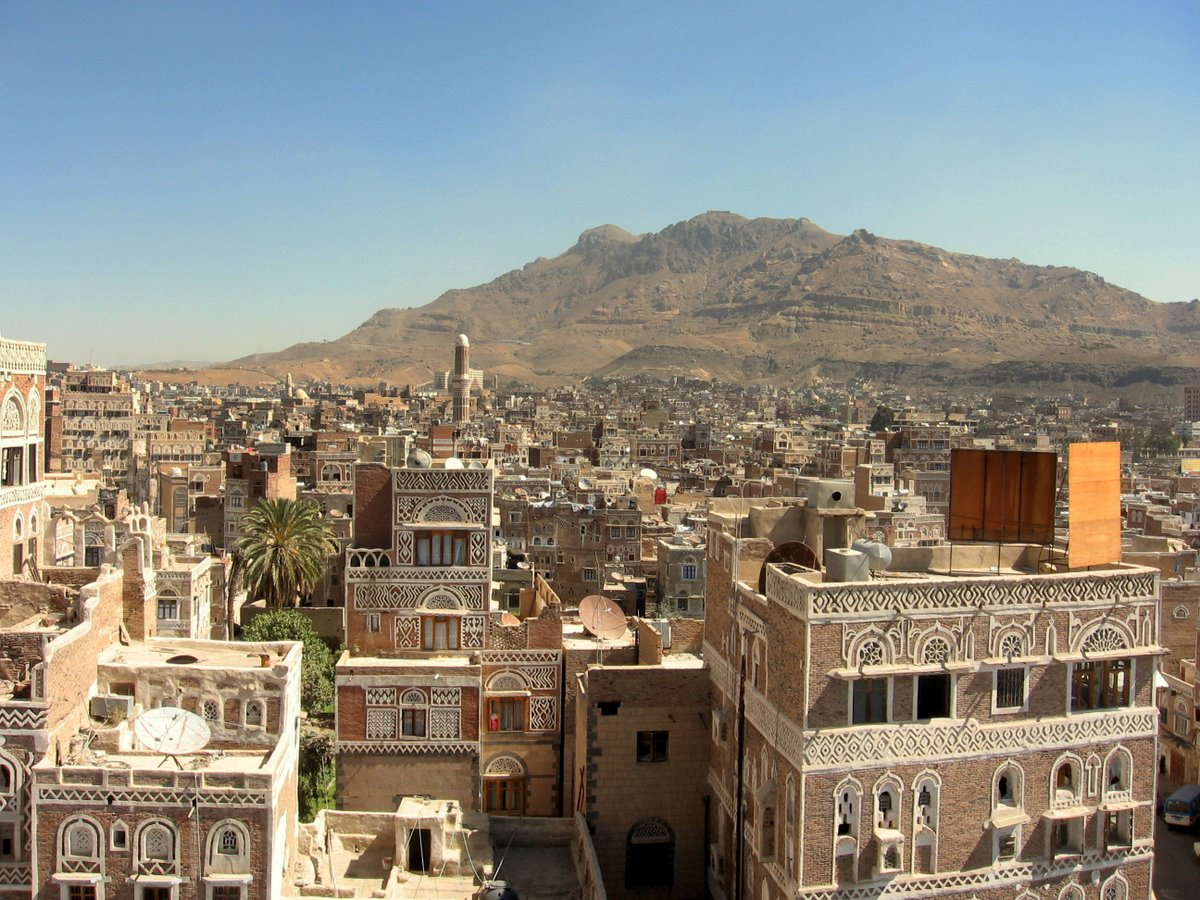
Saná, a capital do Iémen, serviu como lugar de ambientação do filme A New Day in Old Sã'a, uma das produções cinematográficas mais reconhecidas do Iémen.

O cinema de Iémen é uma indústria muito pequena. Antes da década de 2010, somente estrearam-se dois filmes produzidos no Iémen, A New Day in Old Sã'a de 2005, filme dirigido por Ahmed Abdali que relata a história de um jovem que luta entre seguir adiante com um casal tradicional ou com a mulher que ama, e The Losing Bet de 2008, filme dirigido por Fahdel Al-Olofi que narra a história de duas jihadistas iemenitas que regressam ao país depois de lutar em terras estrangeiras e se surpreendem ao ver o avanço do laicismo no Iémen. Este filme foi patrocinado pelo ministro do interior Mutahar al-Masri com o fim de mostrar à população as consequências do extremismo islâmico.
Na década de 2010 produziram-se três filmes no país, Karama Has No Walls de 2012 (co-produzido com os Emirados Árabes Unidos), The Mulberry House de 2013 (co-producido com Síria, Egipto, os Emirados Árabes e o Reino Unido) e Yemen: The Silent War, de 2018.
Entre as décadas de 1960 e 1970, algumas produções cinematográficas italianas filmaram no Iémen: Le Schiave Esistono Ancora e Le Mura di Sana em 1964, e As mil e uma noites de Pier Paolo Pasolini, dez anos depois. No ano 2000 filmou-se no país o filme norte-americano The English Sheik and the Yemeni Gentleman sob a direcção de Bader Ben Hirsi, um documentário sobre os costumes e a história do país bi-continental.

## Filmografia

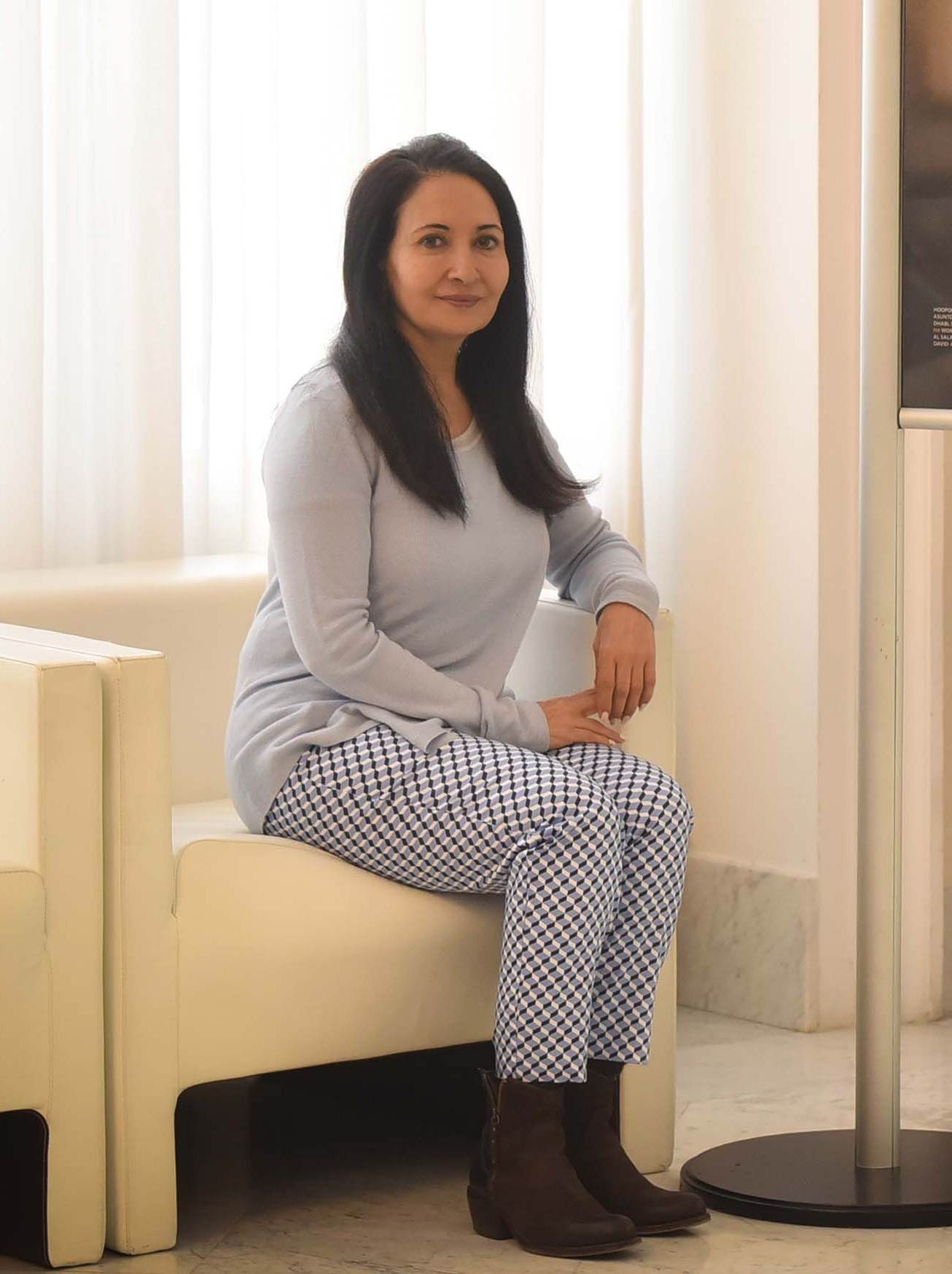
Khadija al-Salami é uma notável directora e produtora de cinema nascida em Saná.

### Filmes do Iémen
- Yemen: The Silent War (2018)
- The Mulberry House (Iémen/Síria/Egipto/Reino Unido/Emirados Árabes Unidos; 2013)
- Karama Has No Walls (Iémen/Emirados Árabes Unidos; 2012)
- The Losing Bet (2008)
- A New Day in Old Sã'a (2005)[1][8]

### Filmes rodados no Iémen
- The Mulberry House (Iémen/Síria/Egipto/Reino Unido/Emirados Árabes Unidos; 2013)
- Karama Has No Walls (Iémen/Emirados Árabes Unidos; 2012)
- The English Sheik and the Yemeni Gentleman (Estados Unidos; 2000)
- As mil e uma noites (Itália; 1974)
- Lhe Mura di Sana (Itália; 1964)
- Le Schiave Esistono Ancora (Itália; 1964)

## Directores destacados do Iémen
- Bader Ben Hirsi[9]
- Sara Ishaq[10][11]
- Khadija al-Salami[7]
- Sufian Abulohom